# Collège Dora-Maar (Saint-Denis)
Le collège Dora-Maar est un établissement public intercommunal français, ouvert à la rentrée 2014. Il est situé en Île-de-France dans le département de la Seine-Saint-Denis à Saint-Denis, et dans un réseaux d'éducation prioritaire (REP). Il tire son nom de l'artiste et photographe Dora Maar.

## Histoire
Le collège a été construit dans le cadre d'un plan exceptionnel d'investissement (PEI) en 2010. Il a officiellement ouvert à la rentrée de 2014. Lors du défilé militaire du 14 Juillet de 2024 a l'occasion des Jeux olympiques d'été de 2024 24 élevés de 3e ont porté la flamme olympique devant la tribune présidentielle. Lors de la rentrée scolaire 2024-2025, à cause des Jeux paralympiques d'été de 2024 le collège Dora Maar n'a pas pu être utilisé, car il se situe en plein cœur du Village olympique de Saint-Denis. Le Ministère de l'Éducation nationale a offert 1000 tickets pour que chaque élève du collège puisse aller voir deux épreuves paralympiques.

## Réussite au DNB
Le collège Dora Maar affiche des résultats plutôt bas, mais en amélioration constante. En 2017, il avait un score de 44% de taux de réussite avec mention et 5% de mentions « très bien » au diplôme national du brevet (DNB) il se classe à la 6 402eau niveau national. Cependant, à partir de 2017 son score au DNB ne fait qu'augmenter ; en 2018 il est de 16 % avec une mention « très bien »", pour 75 % de réussite avec mention, se classant 6.105e au niveau national. En 2024, le collège eut un score historique avec 83,7% de réussite dont 60,7% avec mention. Le collège Dora-Maar annonça même avoir atteint un indicateur de valeur ajoutée des collèges de +23.